# توأم مغلق
التوأم المغلق أو التوأم المقفل مضاعفة نادرة للحمل المتعدد حيث يتشابك جنينان أثناء المجيء قبل الولادة. يحدث في حوالي 1 من كل 1000 ولادة مزدوجة، وواحدة من بين كل 90.000 ولادة بشكل عام. في معظم الأحيان، يتم ولادة التوائم المغلقة عن طريق العملية القيصرية، بالنظر إلى أن الحالة قد تم تشخيصها في وقت مبكر بما فيه الكفاية. معدل وفيات الجنين مرتفع بالنسبة إلى التوأم الذي يظهر أولاً، مع أكثر من 50% ميتين.

## وصف
هناك نوعان من التوائم المغلقة: مجيء مقعدي/ قمة الرأس وقمة الرأس / الرأس. في العروض التقديمية المقعرة / الرأسية، الأكثر شيوعًا، يكون التوأم الأول في الموضع المقعدي، حيث يتم تقديم القدمين أولاً والثاني في الموضع الرأسي (الرأس)، ويعرض بالطريقة العادية الأولى للرأس. في هذه الحالات، يغلق ذقن التوأم الأول خلف ذقن التوأم الثاني أثناء وجوده في الرحم أو قناة الولادة، مما يمنع الولادة المهبلية. في العروض التقديمية الرأسية / الرأسية، حيث يتم وضع كلا التوأمين للتسليم من الرأس الأول، يصبح الرأسان مغلقين عند حافة الحوض، ويمنعان أي من الجنين من المرور عبر مدخل الحوض أثناء الولادة المهبلية.
العوامل المساهمة في تشابك التوائم تشمل فرط تنسج الرحم، حجم الجنين الصغير، وانخفاض مستويات السائل الأمنيوسي بعد تمزق الأغشية. من الأرجح أن يحدث ذلك عند النساء المصابات بحوض كبير، الشابات البدائية (الشابات في الحمل الأول)، والحمل مع التوائم أحادي السلى.

## إدارة
إذا تم تشخيص التوائم المغلقة في الولادة المبكرة، قبل ولادة أي من التوأم، يمكن تسليم كلا الجنين عن طريق العملية القيصرية. في حالة ولادة أحد الجنين جزئيًا، يمكن إجراء محاولات لتخليص التوائم يدويًا، مثل مناورة زافانيلي، بهدف إجراء عملية الولادة بمساعدة مع فنتوس أو ملقط. إذا تم التشخيص فقط بعد وفاة التوأم المغلق الأول في قناة الولادة، أو إذا لم يكن من المتوقع البقاء على قيد الحياة، فقد يتم قطع رأس التوأم الأول ودفع رأسه لأعلى للسماح بالولادة المأمونة للتوأم الثاني.
تم الإبلاغ عن حالة واحدة على الأقل حيث تم استخدام "Hexoprenaline" لتخفيف العضلات الملساء في الرحم لتثبيط المخاض مؤقتًا وتشويه رؤوس الجنين.

## نتائج
نظرًا لأنه يتم تشخيص التوائم المغلقة غالبًا في المراحل المتأخرة من الولادة، فغالبًا ما يكون الوقت متأخراً للتدخل لإنقاذ حياة التوأم الأول، وبالتالي هناك نسبة عالية من الإملاص، تقدر بأكثر من 50٪.